# شریف عدنان
شریف عدنان (انگلیسی: Shareef Adnan؛ زاده ۲۱ ژانویهٔ ۱۹۸۴) یک بازیکن فوتبال است.
وی همچنین در تیم‌های ملی فوتبال فلسطین اردن بازی کرده است.